# Uttenreuther Täufer
Die Uttenreuther Täufer waren eine durch den täuferischen Sendboten Hans Hut initiierte Bewegung, die ihr Zentrum in dem mittelfränkischen Dorf Uttenreuth hatte. Sie existierte nur kurze Zeit. Einige ihrer Mitglieder fanden sich ab 1530 unter den sogenannten Uttenreuther Träumern, deren Entstehung unter anderem auf den Uttenreuther Schmied Hans Schmid zurückging.

## Geschichte

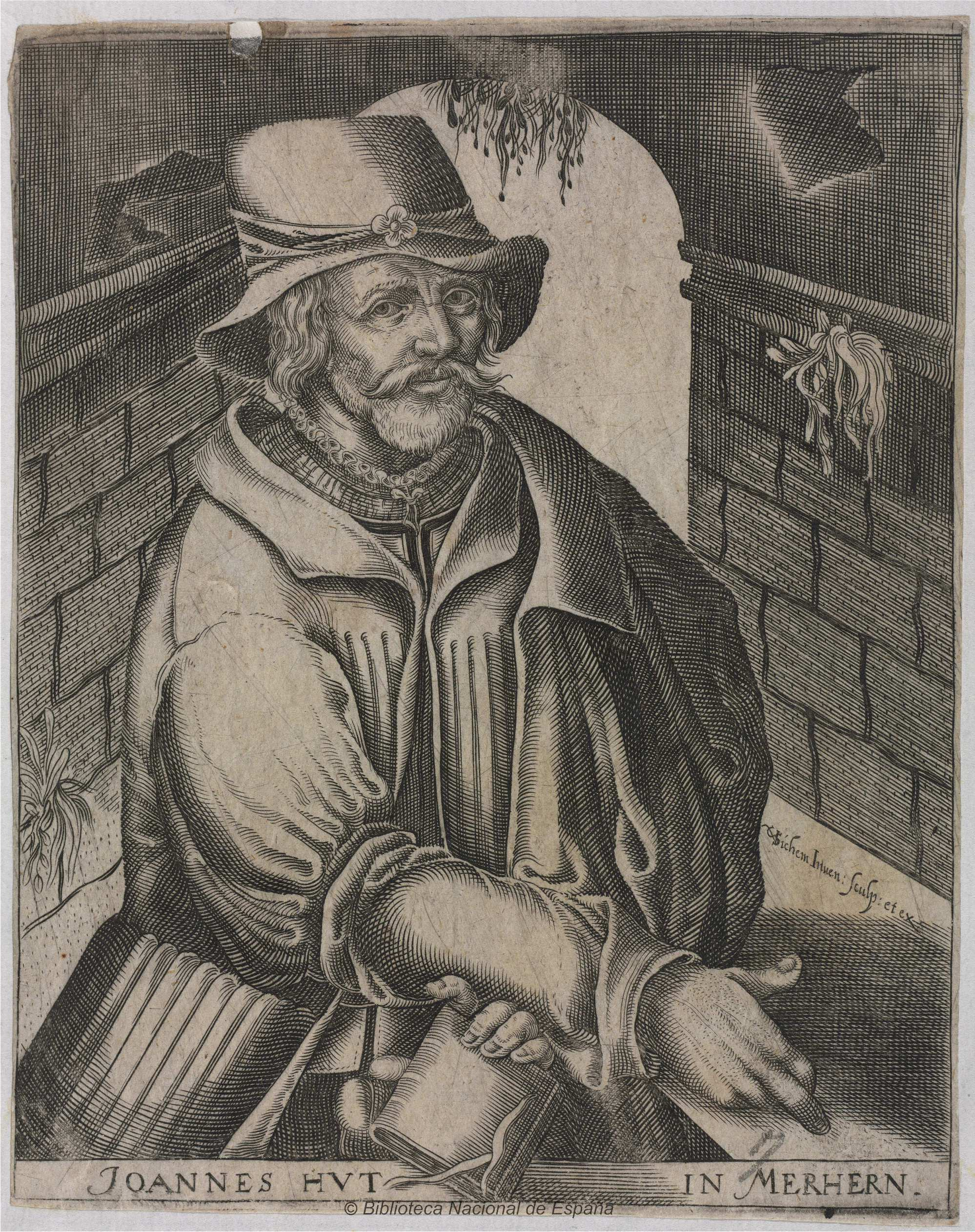
Hans Hut: Initiator der Uttenreuther Täufergemeinde

Im Februar 1527 besuchte der Täufermissionar Hans Hut auch das in der Nähe von Erlangen gelegene Dorf Uttenreuth. Bei diesem Aufenthalt,  der nur einen Abend währte, predigte Hans Hut im Haus der Eheleute Fritz und Margret Strigel vor einer Versammlung von insgesamt zehn oder zwölf Uttenreuthern. Vorbereitet worden war diese Begegnung von den aus Altenerlangen stammenden Brüdern Michael, Hans und Marx Maier.

Taufbüchlein Hans Huts

Der Ablauf dieses Abends sowie der Inhalt der Verkündigung Hans Huts wurden von den Teilnehmern in späteren Verhören im Wesentlichen übereinstimmend beschrieben. Danach hat Hans Hut die Versammelten kurz begrüßt, anschließend ein Büchlein „herausgezogen“  und daraus vorgelesen. In der folgenden Predigt stellte Hut dann seine Sicht der christlichen Taufe dar: „Wenn sie [die Versammelten] von Sünden abstehen und sich bekehren, so woll er sie zeichnen, als dann müssten sie Verfolgung erleiden.“ Seinem Aufruf, das „Zeichen“ der Taufe zu empfangen, folgten alle Anwesenden, drei Männer und sieben Frauen. Im Anschluss an die Taufhandlung feierte Hut noch mit seinen Täuflingen das Abendmahl und verabschiedete sich anschließend. Über die Beweggründe, die Hans Hut nach Uttenreuth und hier in das Haus des Ehepaares Strigel geführt haben, können bislang nur Mutmaßungen angestellt werden. Der Historiker Gottfried Seebaß vermutet zwischen Hut und einigen Uttenreuthern Beziehungen, die aus dem  Bauernkrieg herrühren könnten. Danach wäre Fritz Strigel vielleicht „jener 'lange Fritz', der in einem Entschuldigungsschreiben der Gemeinde nach dem Bauernkrieg genannt ist.“ Es könnten auch zu einem gewissen Hans Strigel, dessen Teilnahme am Bauernaufstand gesichert ist, verwandtschaftliche Verbindungen bestanden haben. Belegt ist auf jeden Fall, dass der Eggenhofer Bauer Hans Gruber und seine beiden Söhne zu den Aufständischen gehörten. Alle drei wurden von Hans Hut getauft. Hans Grubers Sohn Jörg entwickelte sich zu einem der bedeutendsten Täufermissionare im fränkischen Raum.

### Gemeindeleben

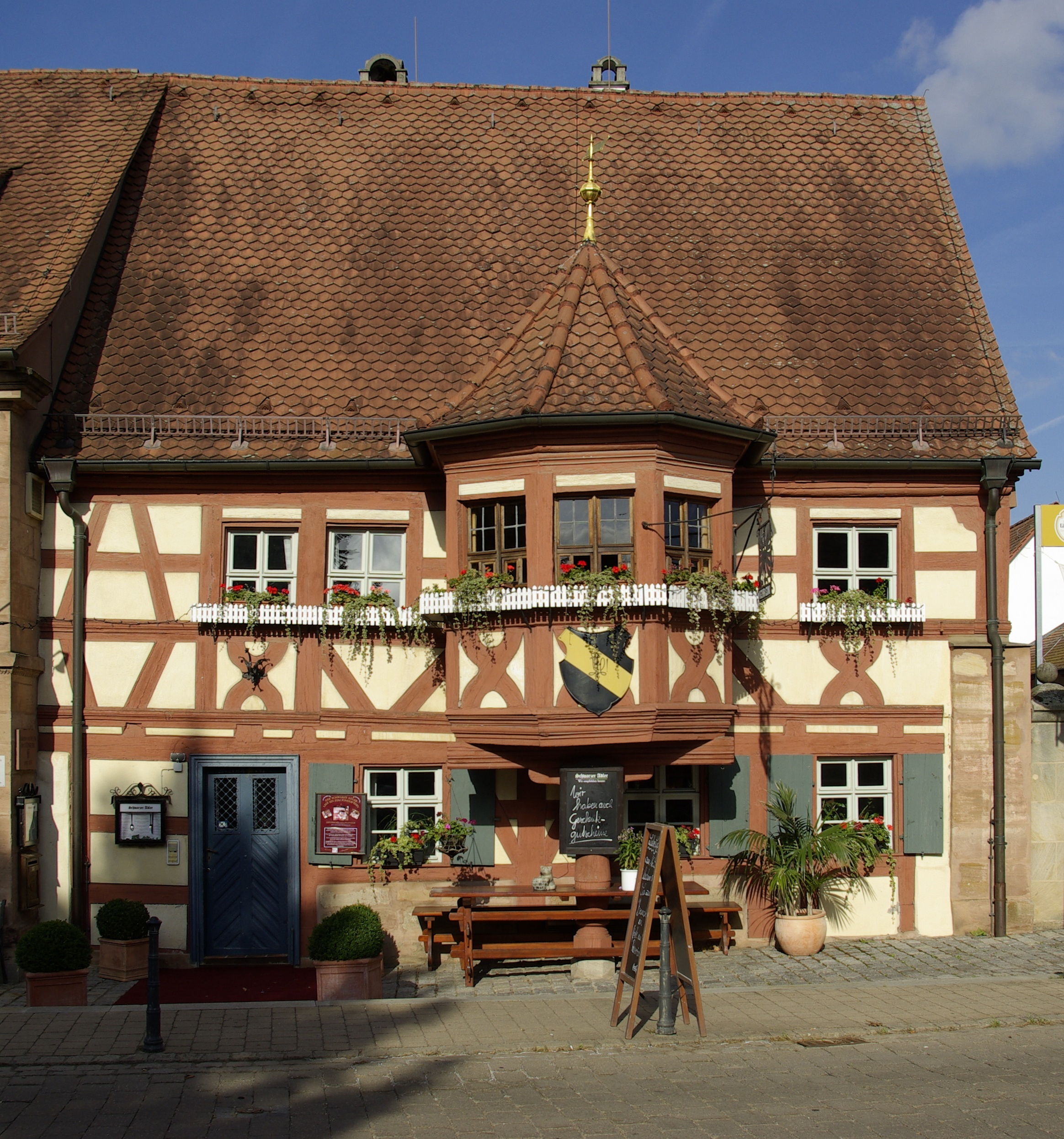
Ein Uttenreuther Gebäude, das schon zur Zeit der Täufergemeinde bestand: Gasthaus Schwarzer Adler (erbaut 1516)

Zu gemeinsamen Gottesdiensten kam die junge Gemeinde in den Folgemonaten hauptsächlich an den hohen Festtagen zusammen. Dokumentierte Treffpunkte waren das Strigelsche Haus und eine Mühle am Ortsrand von Uttenreuth. Das Müllerehepaar sowie zwei auswärtige junge Männer, die in der Mühle arbeiteten, gehörten ebenfalls zur Uttenreuther Täufergemeinde. Aus den Protokollen der späteren Verhöre lassen sich – wenn auch nur sehr ungenau – die Abläufe der gottesdienstlichen Zusammenkünfte rekonstruieren. Danach wurde die schlichte Feier mit einem Lied eingeleitet und abgeschlossen, das von Hans Hut gedichtet und der Gemeinde bei ihrer Gründung übergeben worden war. Dieses Lied trägt den Titel: Danksagen wir dir, Her der eeren, das du uns thüst alle erneren. Es besingt das Abendmahl und bot von seinem Inhalt her wohl einen einfachen liturgischen Rahmen für die Feier des Brotbrechens. Zum Gottesdienst der Uttenreuther Täufergemeinde gehörte auch das Lesen eines Bibelabschnitts. In einem Verhör im Dezember 1527 berichtet darüber eine Täuferin: „Dise lerer haben in[en] das Testament vorgelesen und ermant, got gehorsam zu sein.“ Es gab in den gottesdienstlichen Versammlungen auch Raum, auf das Gehörte zu reagieren und die Auslegung zu diskutieren – immer aber „mit dem Ziel, größtmöglichste Übereinstimmung in den Auffassungen der Brüder und Schwestern zu erreichen.“
Neben den Festtagsgottesdiensten, zu denen auch Bekannte eingeladen wurden, traf man sich zu kleineren, meist spontanen Hausversammlungen unter der Woche. Oft ergaben sich solche Zusammenkünfte aus dem Alltagsgeschäft und aus gegenseitigen Besuchen zu bestimmten familiären Anlässen. Auch das Zusammensein in den Spinnstuben des Dorfes wurde als gute Gelegenheit genutzt, mit Nachbarn über geistliche Fragen ins Gespräch zu kommen. So besprach man sich mit einigen von ihnen – wenn auch erfolglos – über die von Hans Hut entwickelte Gemeindeordnung: „Sind auch etlich nachpern zu in gegangen, gehört, das sie davon [von der Gemeindeordnung] geredt, sind aber dawider gewest und ir ordnung nit annehmen wollen.“
Aktenkundig wurde der Versuch zweier Uttenreuther Täufer, den Frühmesser Anton Schad für die täuferischen Anschauungen zu gewinnen. Dabei übergaben sie zwei in Nürnberg gedruckte Bücher.

### Weitere Entwicklungen
In der zweiten Jahreshälfte 1527 stattete der „Täuferapostel“ Georg Volk der jungen Gemeinde mehrere Besuche ab. Volk stammte wie sein Lehrer Hans Hut ursprünglich aus Haina. Seine erste Visite in Uttenreuth erfolgte Anfang August. Volk war auf dem Weg nach Augsburg, wohin die dortige Täufergemeinde zu einer überregionalen Versammlung eingeladen hatte. Aus dem Treffen, das vom 20. bis zum 24. August stattfand und innertäuferische Lehrstreitigkeiten schlichten sollte, wurde eine Missionskonferenz, die die Synodalen als täuferische Boten aussandte und ihnen dabei regionale Arbeitsfelder zuwies. Weil die meisten der ausgesandten Täufermissionare in den folgenden Monaten gefangen genommen und hingerichtet wurden, ging diese Täuferversammlung als Augsburger Märtyrersynode in die Kirchengeschichte ein. Auch Georg Volk starb im Januar 1528 den Märtyrertod in Bamberg.
Nach seiner Teilnahme an der Augsburger Konferenz kehrte Georg Volk in das Amt Baiersdorf zurück und traf hier wieder auf den mit der Mission im Frankenland beauftragten Sendboten Georg Nespitzer. Der Uttenreuther Täufer Jakob Leitner, der ebenfalls zu den Teilnehmern der Synode gehörte, hatte Nespitzer, den man auch Jörg von Passau nannte, von Augsburg in sein Heimatdorf geleitet. Volk und Nespitzer traten kurze Zeit gemeinsam auf und feierten mit den Brüdern und Schwestern der Uttenreuther Gemeinde das Abendmahl.
Durch die Aufenthalte Georg Volks in und um Uttenreuth erlebte die junge Gemeinde Wachstum nach innen und außen. Es entstanden Filialgemeinden in Rosenbach, Weiher und auf dem damaligen Einödhof (und späteren Gut) Eggenhof. Volks Predigt führte außerdem zu einer ganzen Reihe von Taufen. Unter den Täuflingen waren Hans Jobst aus Rosenbach, Kunigunde Zeltner aus Weiher, der Staffelsteiner Tagelöhner Hans Zürl, der kurz nach seiner Taufe in Uttenreuth Zuflucht suchte, sowie Hans Schmid, der spätere Initiator der Uttenreuther Träumer.

### Ende der Uttenreuther Täufergemeinde
In der Neujahrsnacht von 1527 auf 1528 verhaftete der Ansbacher Amtmann Hans von Seckendorf zwanzig Uttenreuther Täufer, unter ihnen auch die bereits erwähnten Marx Maier und Fritz Strigel. Nach ausführlichen Verhören, deren Protokolle überliefert sind, wurden sie mit Ermahnungen wieder auf freien Fuß gesetzt. Danach verstummen zunächst die Nachrichten über die Uttenreuther Täufergemeinde. Erst 1530 kommt sie neu ins Gespräch, nachdem eine Reihe ihrer (ehemaligen?) Mitglieder, darunter die Eheleute Fritz und Margret Strigel und Marx Maier, sich der von Hans Schmid initiierten Träumergemeinschaft zugewandt hatten.